# Było sobie studio
Było sobie studio (ang. Once Upon a Studio) – amerykański film krótkometrażowy z 2023 roku w reżyserii Dana Abrahama i Trenta Correya, wydany z okazji stulecia wytwórni The Walt Disney Company. Pojawiają się w nim 543 postacie z 85 filmów wyprodukowanych przez Walt Disney Animation Studios.
Światowa premiera filmu odbyła się 11 czerwca 2023 na Międzynarodowym Festiwalu Filmów Animowanych w Annecy, po czym został wyemitowany 15 października 2023 na kanale ABC. Następnego dnia udostępniono go w serwisie Disney+. Od 24 grudnia 2023 jest dostępny również w serwisie YouTube.
W Polsce został premierowo wyemitowany na antenie Disney Channel i Disney Junior 16 października 2023.

## Fabuła
Pracownicy Walt Disney Animation Studios po skończeniu pracy opuszczają siedzibę studia w Burbank. Praktykantka rozmawia na temat stulecia studia z Burnym Mattinsonem. Gdy opuszczają budynek, liczne postacie z pełnometrażowych i krótkometrażowych animacji Walt Disney Animation Studios spotykają się w celu wykonania pamiątkowego zdjęcia z okazji 100. rocznicy powstania wytwórni, a ich radosnemu i pełnemu emocji spotkaniu przewodzi Myszka Miki. Miki w prywatnej chwili podchodzi do zdjęcia Walta Disneya (współzałożyciela wytwórni) i dziękuje mu za wszystko.
Wszystkie postacie wychodzą na zewnątrz do holu, aby zrobić grupowe zdjęcie. Goofy, który ustawia aparat fotograficzny, przypadkowo spada z drabiny, powodując uszkodzenie aparatu. Wszyscy zaczynają się rozchodzić rozczarowani, mimo próśb Mikiego, który próbuje uratować sytuację. Gdy Alan z Doliny z Robin Hooda zaczyna grać „When You Wish Upon a Star” z Pinokia, kolejne postacie zaczynają do niego dołączać, śpiewając piosenkę. Wspólnymi siłami mioteł z Fantazji i Felixa Zaradzisza z Ralpha Demolki aparat zostaje naprawiony, a Herkules i Wróżka Chrzestna z Kopciuszka pomagają Goofy’emu, przygotowując aparat do zdjęcia. Po zakończeniu piosenki zostaje wykonane grupowe zdjęcie, które Dzwoneczek z Piotrusia Pana umieszcza na ścianie Walt Disney Animation Studios.

## Obsada
| Rola | Aktor                  | Polski dubbing             |
| Role aktorskie | Role aktorskie         | Role aktorskie             |
| --- | ---------------------- | -------------------------- |
| Burny Mattinson | on sam                 | Stanisław Brejdygant       |
| praktykantka | Renika Williams        | Julia Chatys               |
| pracownik #1 | Dan Abraham            | –                          |
| pracownik #2 | Trent Correy           | –                          |
| Role głosowe |                        |                            |
| Myszka Miki | Chris Diamantopoulos   | Kacper Kuszewski           |
| Myszka Minnie | Kaitlyn Robrock        | Beata Wyrąbkiewicz         |
| Kaczor Donald | Clarence Nash          | Jarosław Boberek           |
| Kaczor Donald | Tony Anselmo           | Jarosław Boberek           |
| Goofy | Bill Farmer            | Krzysztof Tyniec           |
| Goofy | Hannes Schroll         | Krzysztof Tyniec           |
| Tiana | Anika Noni Rose        | Karolina Trębacz           |
| Pinokio | Griffen Campbell       | Antoni Jędrak              |
| Juddy Hopps | Ginnifer Goodwin       | Julia Kamińska             |
| Nick Bajer | Jason Bateman          | Paweł Domagała             |
| Louis | Michael-Leon Wooley    | –                          |
| Tuptuś | Ian R’Mante            | Adam Piecuch               |
| Tuptuś | Peter Behn             | Adam Piecuch               |
| Kwiatek | Stan Alexander         | Adam Piecuch               |
| Bernard | Bob Newhart            | –                          |
| Atylla | Mark Walton            | Tomasz Karolak             |
| Piotruś Pan | Bobby Driscoll         | Patryk Siemek              |
| Piotruś Pan | Lee Slobotkin          | Patryk Siemek              |
| Sisu | Awkwafina              | Ewa Prus                   |
| Jim Hawkins | Joseph Gordon-Levitt   | –                          |
| Maui | Dwayne Johnson         | Igor Kwiatkowski           |
| Aladyn | Scott Weinger          | Marcin Franc               |
| Abu | Frank Welker           | –                          |
| Wandelopa von Cuks | Sarah Silverman        | Jolanta Fraszyńska         |
| Bajer | Billy Joel             | –                          |
| Cody | Adam Ryen              | Henryk Stykowski           |
| smok Elliott | Charlie Callas         | –                          |
| Vaiana | Auliʻi Cravalho        | Weronika Bochat-Piotrowska |
| Florek | Luke Lowe              | Olivier Derkacz            |
| Trybik | Bob Joles              | Marian Opania              |
| Merlin | Jim Meskimen           | Stefan Knothe              |
| Szalony Kapelusznik | Alan Tudyk             | Cezary Pazura              |
| Stromboli | Charles Judels         | –                          |
| Anna | Kristen Bell           | Anna Cieślak               |
| Elsa | Idina Menzel           | Lidia Sadowa               |
| książę Hans | Santino Fontana        | –                          |
| Carl | Harland Williams       | Tomasz Dedek               |
| Flash | Raymond S. Persi       | Grzegorz Pawlak            |
| Olaf | Josh Gad               | Czesław Mozil              |
| Timon | Nathan Lane            | Krzysztof Tyniec           |
| Dżin | Robin Williams         | Grzegorz Małecki           |
| Gaston | Richard White          | Jakub Szydłowski           |
| Kot z Chesire | Sterling Holloway      | brak danych                |
| Kubuś Puchatek | Sterling Holloway      |                            |
| Paweł Aigner | Sterling Holloway      |                            |
| Jim Cummings |                        |                            |
| Antonio Madrigal | Ravi Cabot-Conyers     | Kamil Michniewicz          |
| Jacek | James MacDonald        | –                          |
| Kajtek | James MacDonald        | –                          |
| Joanna | Frank Welker           | –                          |
| Pluto | Bill Farmer            | Marek Robaczewski          |
| Kristoff | Jonathan Groff         | Paweł Ciołkosz             |
| Sknerus McKwacz | Alan Young             | Jerzy Złotnicki            |
| Robin Hood | Daniel Wolfe           | Grzegorz Małecki           |
| Mały John | Richard Epcar          | Mirosław Zbrojewicz        |
| Baymax | Scott Adsit            | Jarosław Boberek           |
| Urszula | Pat Carroll            | Olga Szomańska             |
| Kopciuszek | Jennifer Hale          | Angelika Kurowska          |
| królewicz | Keith Ferguson         | Martin Fitch               |
| Kaa | Sterling Holloway      | Jacek Jarosz               |
| Roszpunka | Mandy Moore            | Julia Kamińska             |
| Koleś w Meloniku | Stephen J. Anderson    | –                          |
| Raya | Kelly Marie Tran       | Basia Gąsienica Giewont    |
| Ralph Demolka | John C. Reilly         | Olaf Lubaszenko            |
| Skaza | Jeremy Irons           | Marek Barbasiewicz         |
| J. Tadeusz Ropuch | Eric Blore             | Tomasz Steciuk             |
| Wiarus | Bill Baucom            | Marcin Troński             |
| Flora | Verna Felton           | Elżbieta Gaertner          |
| Niezabudka | Barbara Luddy          | Anna Gajewska              |
| Kuzco | David Spade            | Maciej Stuhr               |
| Rafiki | Robert Guillaume       | Jacek Czyż                 |
| Jago | Piotr Michael          | Zbigniew Suszyński         |
| Stitch | Chris Sanders          | Jarosław Boberek           |
| Gburek | Josh Robert Thompson   | Marian Opania              |
| Kłapouchy | Jim Meskimen           | Mirosław Zbrojewicz        |
| Bella | Paige O’Hara           | Sylwia Banasik             |
| Bestia | Robby Benson           | Hubert Zapiór              |
| Hades | James Woods            | Paweł Szczesny             |
| Quasimodo | Tom Hulce              | Wojciech Dmochowski        |
| Pocahontas | Judy Kuhn              | Edyta Górniak              |
| Ariel | Jodi Benson            | Sara James                 |
| Blagier | Jess Harnell           | –                          |
| Baloo | Jim Cummings           | Jerzy Kryszak              |
| Mowgli | Phoenix Reisser        | Antoni Jędrak              |
| królewna Śnieżka | Natalie Babbitt Taylor | Edyta Krzemień             |
| Mulan | Lea Salonga            | Katarzyna Owczarz          |
| Asha | Ariana DeBose          | Natalia Bajak              |
| Hipolit Świerszcz | Cliff Edwards          | Wojciech Paszkowski        |
| Opracowanie: Iyuno Polska Reżyseria: Agnieszka Zwolińska Dialogi: Michał Wojnarowski Tekst piosenki: Włodzimierz Krzemiński Kierownictwo produkcji: Hanna Nowakowska Koordynacja nagrań: Beata Jankowska Nagranie i montaż dialogów: Barbara Jelińska Nagrania piosenki: Mateusz Michniewicz Montaż piosenki: Mateusz Michniewicz, Agnieszka Tomicka Zgranie wersji polskiej: Shepperton International Produkcja: Aleksandra Janikowska |                        |                            |

## Odbiór
Film zebrał pozytywne recenzje od krytyków, którzy nazwali go emocjonalnym i nostalgicznym doświadczeniem.